# Mauricio Góngora Escalante
José Mauricio Góngora Escalante (Mérida, Yucatán; 11 de abril de 1968) es un político y contador público mexicano, miembro del Partido Verde Ecologista de México. Ocupó varios cargos en el gobierno del estado de Quintana Roo, entre los que estuvo secretario de Finanzas y Planeación del gobierno de Roberto Borge Angulo y Presidente municipal de Solidaridad, cuya cabecera municipal es la ciudad de Playa del Carmen.
Fue candidato a gobernador de Quintana Roo en 2016 postulado por el PRI, el PVEM y el PANAL; perdiendo la elección frente a Carlos Joaquín González, postulado por la alianza del PAN y el PRD.
El 25 de enero de 2018, fue detenido por Policías de la Procuraduría General de Justicia de la Ciudad de México (PGJ-CDMX) a petición  de la  Fiscalía General del Estado de Quintana Roo la cual lo acusa  acusado de diversos delitos que suman un daño patrimonial a las finanzas públicas por 754 millones de pesos.

## Secretario de Finanzas y Planeación de Quintana Roo
Entre 2011 y 2013 desempeñó el cargo de secretario de Hacienda del Estado, en la administración del Gobernador Roberto Borge Angulo; en ese puesto apoyó la aplicación de medidas de austeridad tomadas por el Gobierno en respuesta a la incertidumbre financiera global.

## Presidente Municipal de Solidaridad 2013-2016
El 30 de septiembre de 2013 tomó protesta como presidente municipal de Solidaridad. Durante la gestión de Góngora como presidente municipal, Solidaridad ha recibido varios reconocimientos: en 2014 obtuvo el premio nacional de Agenda para el Desarrollo Municipal “Avance de la Transformación”, otorgado por el Instituto Nacional para el Federalismo y el Desarrollo Municipal (INAFED) a los ayuntamientos del país que satisfacen los criterios utilizados por el programa que evalúa la gestión del municipio. Ese mismo año, el municipio también recibió un premio en la categoría de Finanzas Sanas-Recaudación, por parte de la Revista Alcaldes de México, basado en los resultados  de los reportes y bases de datos de cámaras empresariales, dependencias públicas y calificadoras con prestigio internacional, como Standard and Poor’s (S&P), Moody’s y Fitch Ratings, el Banco Mundial (BM) y la Organización para la Cooperación y el Desarrollo Económico (OCDE).

### Programa Vigilante Ciudadano
Inició el 20 de enero de 2014. Surgió en apoyo a los adultos mayores y para garantizar la seguridad de los niños y jóvenes a la entrada y salida de las escuelas y los parques. Vigilantes ciudadanos.  Inició su funcionamiento con un grupo de 41 personas de la tercera edad (  con una edad promedio de 50 a 65 años). “Todas ellas fueron capacitadas a lo largo de tres meses sobre vialidad, sobre proximidad social. Y fueron ubicados en las escuelas donde teníamos registro de problemática en cuestión de vialidad.

### Unidad Móvil de Salud
La puesta en marcha de una Unidad Móvil de Salud y la mejora de los centros de salud municipales le valió al municipio
la certificación de  “Municipio Saludable”, por el programa federal “Entornos y Comunidades Saludables” de la Secretaría Estatal de Salud, y durante su mandato, Playa del Carmen inauguró servicios en una playa para facilitar el acceso  personas con discapacidades físicas.

### Playas inclusivas
Con la finalidad de promover la convivencia e integración social de las personas con discapacidad. Los servicios e instalaciones rehabilitadas que podrán disfrutar las personas con discapacidad, constan de camastros acuáticos, andaderas anfibias, bastones adaptados, módulo de servicio y rampas de acceso que hacen más fácil el desplazamiento hacia la playa. 
Las Playas rehabilitadas bajo este esquema son:
- Playa "Fundadores"
- Playa "Punta Esmeralda"

### Representante de la FENAMM en Quintana Roo
El 20 de febrero, el político fue elegido por los alcaldes de los municipios del estado para representar ante la Federación Nacional de Municipios de México (FENAMM) a Quintana Roo; dicha institución es un organismo de enlace y concentración entre municipios y sus interlocutores legislativos, políticos y gubernamentales.
De igual forma, Solidaridad fue distinguido por la Federación Nacional de Municipios de México en materia de equidad de género, por el compromiso de  propiciar un municipio incluyente e implementar políticas públicas que impulsan la igualdad de derechos y oportunidades para el desarrollo de la población.

### Finanzas Municipales
Se realizó la concesión a Solidaridad de un préstamo de 150 millones de pesos para hacer frente a los compromisos adquiridos por el municipio y posibles catástrofes naturales durante la época de huracanes, lo cual conllevó un incremento de la deuda del municipio hasta ocupar en 2015 el decimotercer puesto de México por el volumen de la deuda. En octubre de 2015, el Instituto Mexicano para la Competitividad (IMCO) le otorgó a Solidaridad un 26 por ciento de calificación en el índice de transparencia presupuestal desarrollado por dicho organismo, una baja puntuación que, según Noticias MVS, se correlaciona con un alto nivel de endeudamiento.

## Candidato a gobernador
El 4 de marzo de 2016 el Partido Revolucionario Institucional hizo pública su postulación como candidato a gobernador para las elecciones de ese año; al ser postulado Góngora, no obtuvo la candidatura el diputado José Luis Toledo Medina, considerado como el más favorecido para la misma del entonces gobernador Roberto Borge Angulo.

## Controversias

### Proceso penal por robo y fraude 2003
El 11 de enero de 2003,  Góngora fue acusado de los delitos de robo calificado y fraude genérico en perjuicio de la empresa cervecera donde trabajaba en Playa del Carmen. Fue hasta el 24 de junio de ese mismo año que fue aprehendido por la Policía Judicial y recluido en la cárcel municipal. Se le acusaba de un desfalco por un millón 274 mil 173 pesos cuando Góngora era gerente de ventas de la Agencia Superior de “Cervezas Cuauhtémoc Moctezuma, S.A. de C.V.”, en Playa del Carmen. El 28 de junio de 2003, el Juzgado Mixto Primera Instancia del Distrito Judicial de Solidaridad, a cargo de Dulce María Balam, dirigió una misiva a Fernando Alonso Ávila Peniche, director de la cárcel municipal de Playa del Carmen, donde le otorga un auto de libertad.

### Desvío de fondos como presidente municipal
En mayo de 2017, la presidenta municipal de Solidaridad Cristina Torres Gómez señaló que sus antecesores Maurio Góngora y Rafael Castro incurrieron en irregularidades por $400 millones de pesos en el ejercicios de su función. Este asentado en la carpeta 1740/2017.
Por estas acusaciones fue detenido el 25 de enero de 2018 en la Ciudad de México por policías ministeriales de Quintana Roo, y trasladado a la ciudad de Chetumal para ser presentado ante el juez que liberó la orden de aprehensión. El 28 de enero fue formalmente vinculado a proceso y permanece recluido en el CERESO de Chetumal.